# Oralia Coutiño Ruiz
Oralia Coutiño Ruiz (Chiapa de Corzo, Chiapas, 4 de diciembre de 1930) es una política, sindicalista y abogada mexicana, miembro del Partido Revolucionario Institucional (PRI). Fue diputada federal de 1982 a 1985.

## Biografía
Es licenciada en Derecho egresada de la Universidad Nacional Autónoma de México (UNAM), donde cursó entre 1949 y 1953 y se tituló con una tesis sobre la Reforma Agraria, es maestra en Derecho Laboral por la misma institución y maestra en Derecho Internacional Privado por la Universidad de Madrid. Ejerció como docente en varias instituciones.
En 1966 se afilió al PRI, integrando desde dicho año la Asociación Nacional Femenil Revolucionaria (ANFER). Laboró en el Instituto Mexicano del Seguro Social (IMSS), donde fungió como directora los Centros de Seguridad Social Xola y Tepeyac en la Ciudad de México y fue directora del departamento de Trabajo Social. 
Fue secretaria de Acción Femenil de la colonia Chiapaneca en Ciudad de México, secretaria general del Sindicato Nacional de Trabajadores de la Secretaría del Trabajo y Previsión Social de 1979 a 1982 y directora nacional femenil de la Federación de Sindicatos de Trabajadores al Servicio del Estado (FSTSE) de 1980 a 1983.
En 1982 fue elegida diputada federal, representando al Distrito 4 de Chiapas en la LII Legislatura que concluyó su ejercicio constitucional en 1985.